# Araneus riveti
Araneus riveti là một loài nhện trong họ Araneidae.
Loài này thuộc chi Araneus. Araneus riveti được Lucien Berland miêu tả năm 1913.